# Astragalus sparsiflorus
Astragalus sparsiflorus — вид квіткових рослин з родини бобових (Fabaceae). Ареал охоплює такі країни: США (Колорадо).

## Середовище
Це багаторічна трав'яниста рослина, яка росте на сухих гравійних берегах, відкритих схилах пагорбів, піщаномі дні каньйонів, змішаних хвойно-дубових лісах, відкритих луках, кам'янистих схилах Pinus ponderosa, а іноді й на вирубках доріг або природних осипах. Висоти: 1500–2500 метрів. Наразі немає відомих серйозних загроз для цього виду.